# STS-56
La STS-56 è una missione spaziale del Programma Space Shuttle.
La missione vide volare lo Space Shuttle Discovery, che fu lanciato il 9 aprile 1993 dal Kennedy Space Center, in Florida.
Il carico principale del volo fu l'Atmospheric Laboratory for Applications and Science-2 (ATLAS-2), un modulo progettato per registrare i dati delle relazioni tra l'energia emanata dal sole e l'atmosfera terrestre e come questo influisce sulla fascia di ozono. Questo incluse sei strumentazioni montati sui pallet dello Spacelab.

## Equipaggio
- Comandante: Kenneth Cameron (2)
- Pilota: Stephen Oswald (2)
- Specialista di missione 1: Michael Foale (2)
- Specialista di missione 2: Kenneth Cockrell (1)
- Specialista di missione 3: Ellen Ochoa (1)

Tra parentesi il numero di voli spaziali completati da ogni membro dell'equipaggio, inclusa questa missione.

## Parametri della missione
- Massa:
  - Navicella al rientro con carico utile: 93.683 kg
  - Carico utile: 7.026 kg
- Perigeo: 291 km
- Apogeo: 299 km
- Inclinazione: 57,0°
- Periodo: 90,4 minuti